# Bolaños de Calatrava (kommunhuvudort)
Bolaños de Calatrava är en kommunhuvudort i Spanien.   Den ligger i provinsen Provincia de Ciudad Real och regionen Kastilien-La Mancha, i den centrala delen av landet, 170 km söder om huvudstaden Madrid. Bolaños de Calatrava ligger 652 meter över havet och antalet invånare är 12 490.
Terrängen runt Bolaños de Calatrava är huvudsakligen platt, men åt sydost är den kuperad. Runt Bolaños de Calatrava är det ganska glesbefolkat, med 32 invånare per kvadratkilometer. Närmaste större samhälle är Daimiel, 18,6 km norr om Bolaños de Calatrava. Trakten runt Bolaños de Calatrava består till största delen av jordbruksmark.